# Episodi di Continuum (prima stagione)
La prima stagione della serie televisiva Continuum è stata trasmessa dal 27 maggio al 5 agosto 2012 sul canale televisivo canadese Showcase.
In Italia la stagione è andata in onda in prima visione satellitare su AXN Sci-Fi dal 12 giugno al 7 agosto 2013, mentre la trasmissione in chiaro è avvenuta su Rai 4 a partire dal 10 ottobre 2013.
In questa prima stagione, tutti i titoli originali degli episodi contengono la parola «time».
| nº | Titolo originale     | Titolo italiano       | Prima TV Canada | Prima TV Italia |
| -- | -------------------- | --------------------- | --------------- | --------------- |
| 1  | A Stitch In Time     | L'inizio della guerra | 27 maggio 2012  | 12 giugno 2013  |
| 2  | Fast Times           | Ritorno al futuro     | 3 giugno 2012   | 12 giugno 2013  |
| 3  | Wasting Time         | Tempo sprecato        | 10 giugno 2012  | 19 giugno 2013  |
| 4  | A Matter of Time     | Energia pulita letale | 17 giugno 2012  | 26 giugno 2013  |
| 5  | A Test of Time       | Prova del tempo       | 24 giugno 2012  | 3 luglio 2013   |
| 6  | Time's Up            | Tempo scaduto         | 8 luglio 2012   | 10 luglio 2013  |
| 7  | The Politics of Time | La politica del tempo | 15 luglio 2012  | 17 luglio 2013  |
| 8  | Playtime             | Giochi pericolosi     | 22 luglio 2012  | 24 luglio 2013  |
| 9  | Family Time          | Affari di famiglia    | 29 luglio 2012  | 31 luglio 2013  |
| 10 | Endtimes             | Lotta contro il tempo | 5 agosto 2012   | 7 agosto 2013   |

## L'inizio della guerra
- Titolo originale: A Stitch In Time
- Diretto da: Jon Cassar
- Scritto da: Simon Barry

### Trama

La fuga indietro nel tempo degli attivisti di Liber8 dalla Vancouver del 2077 a quella del 2012

Nell'anno 2077, otto ribelli del pericoloso gruppo chiamato Liber8 vengono condannati ad una esecuzione poiché artefici di un grave atto di terrorismo che ha portato alla morte di migliaia di innocenti; il giorno della loro esecuzione organizzano la loro fuga effettuando un viaggio nel tempo che li trasporta nel passato precisamente nell'anno 2012. Durante il loro viaggio nel tempo però trasportano anche la protettrice Kiera Cameron che, accortasi di qualcosa di strano giusto qualche attimo prima, viene coinvolta nel salto temporale; poco dopo il suo arrivo nel 2012 Kiera è casualmente in contatto con il giovane Alec Sadler, attualmente diciassettenne, che controlla la futura società grazie alla creazione di una tecnologia su cui si basa l'intero mondo nel 2077. Poco dopo il loro arrivo uno degli otto terroristi, Lucas Igram, viene arrestato, l'obiettivo del gruppo però rimane, ovvero irrompere nella società e cominciare una guerra. Questi quindi, cominciano a rubare armi e derubare banche senza però considerare che Kiera, anche lei nello stesso squarcio temporale, privata dei suoi affetti ha come unico obiettivo quello di trovare e catturare i ribelli. Per facilitarsi il compito, decide di infiltrarsi nel dipartimento della polizia di Vancouver, dove assume una nuova identità fingendosi una detective di Portland. Durante il suo prezioso aiuto alle autorità locali, affianca il detective Carlos Fonnegra ed insieme rintracciano i terroristi che però, durante un attacco alla stazione di polizia liberano Igram.
- Ascolti Canada: telespettatori 900.000[1]

## Ritorno al futuro
- Titolo originale: Fast Times
- Diretto da: Simon Barry
- Scritto da: Jeff King

### Trama
Kiera cerca di trovare al più presto tutti i membri del Liber8 prima che commettano qualche altro danno irreparabile; nel frattempo i terroristi cercano di far ritorno nel loro squarcio temporale.
Avendo scoperto le loro intenzioni, Kiera è determinata a viaggiare con loro nel tempo per poter finalmente tornare a casa dalla sua famiglia; il primo tentativo del gruppo fallisce ma, questi si rimettono subito all'opera con un nuovo piano e, per attuarlo, rapiscono un fisico.
Anche Kiera, nel frattempo, è nei guai, poiché la sua finta identità viene scoperta e la donna viene arrestata da Carlos; tuttavia non appena scopre che il gruppo sta mettendo in atto il secondo tentativo per ritornare a casa, si libera ed affronta da sola i terroristi.
Purtroppo anche quest'ulteriore tentativo fallisce però, con l'aiuto di Alec, Kiera crea un "soggiorno" nel 2012 più piacevole; la donna infatti crea un profilo per sé stessa nel database della polizia, fingendosi un agente governativo sotto copertura.
Nel frattempo nel gruppo dei Liber8 si è creata una crepa, difatti Matthew Kellog si separa dagli altri poiché deciso a rimanere nel 2012 e non tornare più nel suo presente.
- Ascolti Canada: telespettatori 670.000[2]

## Tempo sprecato
- Titolo originale: Wasting Time
- Diretto da: David Frazee
- Scritto da: Simon Barry

### Trama
Kiera e Carlos investigano su una serie di misteriosi omicidi, le vittime infatti hanno un buco, di forma cilindrica, sulla schiena e sono entrambe prosciugate del fluido endocrino e hanno la ghiandola pituitaria rimossa. Osservando il DNA delle vittime, mostrano entrambe un gene particolare che viene, difatti, usato nel futuro per avere dei super soldati; così grazie a questo dettaglio si ricollegano gli omicidi al gruppo dei Liber8. Nel frattempo i Liber8 stanno cercando di salvare Travis che, in assenza di Kagame, è il leader del gruppo; egli è infatti malato e la ghiandola è necessaria per sintetizzare una cura per lui. La situazione porta scompiglio nel gruppo che cerca un nuovo leader, viste le condizioni di Travis; Kellog nel frattempo decide di proporre a Kiera un compromesso per cessare momentaneamente le ostilità, questo porterà alla sua espulsione dal gruppo.
- Ascolti Canada: telespettatori 531.000[3]

## Energia pulita letale
- Titolo originale: A Matter of Time
- Diretto da: Michael Rohl
- Scritto da: Sam Egan

### Trama
Kiera e Carlos investigano sull'omicidio del professor Martin Ames, scienziato che stava lavorando allo sviluppo di una fonte di energia pulita; l'arma usata per ucciderlo, apparentemente, è piuttosto sofisticata perciò, Kiera crede che sia, ancora una volta, opera del Liber8.
Uno degli studenti del professore si offre di aiutare la polizia, ma scopre che tutti i files di Ames sono stati rubati; i sospetti ricadono sulla dottoressa Melissa Dobeck, ex partner del professore, con il quale interruppe ogni rapporto lavorativo, poiché in disaccordo riguardo alla paternità del loro lavoro.
Nel frattempo, Kagame arriva nel 2012 e si mette subito in cerca degli altri membri del Liber8; Kellog ha accumulato una fortuna nel mercato azionario, grazie alle sue conoscenze sul futuro delle quotazioni e decide di aiutare economicamente sua nonna Maddie, nel presente ancora adolescente, pagandole il mutuo della casa. Cercando di risolvere il caso di Ames, Kiera sarà portata a fare una scelta tra il suo lavoro di poliziotta oppure preservare il futuro evitando cambiamenti nel tempo.
- Ascolti Canada: telespettatori 389.000[4]

## Prova del tempo
- Titolo originale: A Test of Time
- Diretto da: Patrick Williams
- Scritto da: Jeff King

### Trama
Con il ritorno di Kagame, i piani del Liber8 cambiano rotta; unica loro vulnerabilità è la presenza dei loro antenati, che vivono ora nel loro stesso tempo, e che qualora fossero uccisi porterebbe alla loro cancellazione dallo spazio temporale. A causa dell'interferenza di Kiera, i Liber8 decidono di occuparsene una volta per tutte attraverso un piano organizzato dallo stesso Kagame.
L'uomo infatti, ha intenzione di uccidere sua nonna, Lily Jones, in modo tale da annullare la stessa esistenza di Kiera che, in questo modo, non nascerebbe mai.
La prima donna che il gruppo uccide, si rivela essere solamente un'omonima, questo però richiama immediatamente l'attenzione di Kiera che, intuisce subito il piano architettato dal gruppo; la donna cerca così la sua vera nonna che si rivela essere una ragazzina alquanto difficile, non ancora pronta alla sua gravidanza inaspettata.
Con il coinvolgimento di Kellog la situazione sembra procedere positivamente ma, nello scambio tra i rispettivi antenati, vi è uno scontro a fuoco con la conseguente morte della nonna dello stesso Kellog.
- Ascolti Canada: telespettatori 473.000[5]

## Tempo scaduto
- Titolo originale: Time's Up
- Diretto da: Rachel Talalay
- Scritto da: Jeremy Smith & Jonathan Lloyd Walker

### Trama
Kagame attua un nuovo piano, ovvero quello di conquistare ed avere dalla sua parte i dissidenti incoraggiandoli, in proteste violente e rivolte, all'esterno del quartier generale di una grande compagnia: la Exotrol. Durante la protesta Henrietta Sherman, amministratrice delegata della Exotrol, viene rapita dal Liber8; Kiera intuisce che dietro alla violente protesta ci sia il gruppo di ribelli del Liber8. Presto il gruppo diffonde su internet un video della Sherman chiedendo come riscatto venti milioni di dollari; Kagame inoltre decide di far decidere al pubblico del web se la Sherman debba continuare a vivere o morire.
Alec scopre che tra il gruppo di violenti protestanti vi è anche il suo fratellastro Julian; proprio mentre Kiera sta investigando sul rapimento dell'amministratrice delegata, Kellog si introduce segretamente nel suo appartamento, rubandole il pezzo mancante per poter viaggiare nel tempo.
- Ascolti Canada: telespettatori 404.000[6]

## La politica del tempo
- Titolo originale: The Politics Of Time
- Diretto da: Patrick Williams
- Scritto da: Sara B. Cooper

### Trama
Carlos si ritrova ad essere oggetto di investigazione quando la giornalista Alicia Fuentes, viene trovata uccisa nel suo appartamento; la donna aveva passato la notte precedente l'omicidio proprio con il detective.
Indagando nel caso Kiera, scopre che Jim Martin, candidato leader nelle elezioni come leader del sindacato dei lavoratori del molo locale ed amico di Carlos aveva avuto una discussione con Alicia che, minacciava di pubblicare alcuni suoi segreti che aveva scoperto e che lo avrebbero danneggiato pubblicamente.
Nel frattempo Alec cerca di riparare la tuta speciale di Kiera e grazie alle potenti capacità della stessa la detective sarà in grado di scagionare il suo partner dall'accusa di omicidio.
- Ascolti Canada: telespettatori 427.000[7]

## Giochi pericolosi
- Titolo originale: Playtime
- Diretto da: Paul Shapiro
- Scritto da: Andrea Stevens

### Trama
Un nuovo caso viene sottoposto all'attenzione di Kiera e Carlos. I due, infatti, investigano su due omicidi-suicidi avvenuti lo stesso giorno: dopo aver eliminato le loro vittime, i due soggetti si sono tolti la vita. La sola cosa che accomuna i due è una compagnia locale di computer, dove entrambi testavano i software. Kiera decide di provare quindi lo stesso programma da loro testato.
Gli effetti sulla detective si rivelano ben presto devastanti ed andranno ad interferire nel suo sistema di comunicazione con Alec, il quale farà di tutto affinché Kiera non uccida Carlos; durante questa situazione complicata il Liber8 cercherà di trarne vantaggio e liberarsi una volta per tutte della donna.
Nell'aiutare Kiera, Alec trova un messaggio nel suo sistema mandatogli dal futuro se stesso; il Liber8 inoltre scopre che Alec sta aiutando Kiera nel suo soggiorno nel 2012.

## Affari di famiglia
- Titolo originale: Family Time
- Diretto da: William Waring
- Scritto da: Floyd Kane

### Trama
Kiera e Carlos fanno visita alla fattoria di Roland Randol per controllare, dopo aver ricevuto la segnalazione di un ingente acquisto di nitrato di ammonio utilizzato anche come fertilizzante, se è tutto nella norma e chi ha effettuato l'acquisto. Kiera si ritrova faccia a faccia con Alec, non sapendo che Randol è in realtà il suo patrigno; Randol dichiara di non aver mai acquistato tutto quel fertilizzante e che vi dev'essere stato un errore. Controllando nel retro della fattoria tuttavia viene rinvenuto il quantitativo di nitrato pronto per essere usato come bomba; Julian e i suoi amici sono gli artefici di tutto e prendono in ostaggio Kiera e Carlos. Nel corso delle trattative viene sparato a Carlos ma Kiera, con l'aiuto di Alec, riesce a prendere controllo della situazione.

## Lotta contro il tempo
- Titolo originale: Endtimes
- Diretto da: Patrick Williams
- Scritto da: Simon Barry

### Trama
Il giorno dopo essere stata a letto con Kellog, Kiera si riprende il pezzo mancante del dispositivo per viaggiare nel tempo rubatole in precedenza; successivamente incontra Jason anche lui proveniente dal 2077. Nel frattempo la polizia di Vancouver evacua un palazzo credendo contenga una bomba nascosta dal Liber8, Kagame entra nel palazzo e portando indosso la bomba l'attiva suicidandosi. Alec decifra finalmente il messaggio inviatogli dal futuro se stesso inoltre, si scopre che la bomba è parte del piano creato dal futuro Alec che nel 2077 è stato l'artefice della spedizione del Liber8 e di Kiera indietro nel tempo.